# جفرود بايين (ليجاركي حسن رود)
جفرود بایین (بالفارسية: جفرود پایین) هي قرية تقع في إيران في البلدة المركزية. يقدر عدد سكانها بـ 760 نسمة .